# Domeño
Domeño, en castillan et officiellement (Domenyo en valencien), est une commune d'Espagne de la province de Valence dans la Communauté valencienne. Elle est située dans la comarque de Los Serranos et dans la zone à prédominance linguistique castillane.

## Géographie

Localisation de Domeño
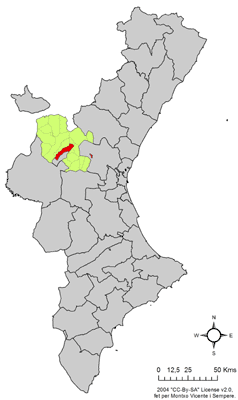
dans la Communauté valencienne.
dans la comarque de Los Serranos.

### Localités limitrophes
Le territoire communal de Domeño est voisin de celui des communes suivantes :
Calles, Chelva, Higueruelas, Llíria, Loriguilla, Losa del Obispo et Villar del Arzobispo, toutes situées dans la province de Valence.

## Démographie
| 1990 | 1992 | 1994 | 1996 | 1998 | 2000 | 2002 | 2004 | 2005 |
| ---- | ---- | ---- | ---- | ---- | ---- | ---- | ---- | ---- |
| 384  | 494  | 509  | 505  | 491  | 516  | 525  | 568  | 569  |

## Administration
Liste des maires, depuis les premières élections démocratiques.
| Législature | Nom du Maire            | Parti politique |
| ----------- | ----------------------- | --------------- |
| 1979-1983   | Ramón Cervera Pamblanco | UCD             |
| 1983-1987   | Vicente Madrid Martínez | PSPV-PSOE       |
| 1987-1991   | Vicente Madrid Martínez | PSPV-PSOE       |
| 1991-1995   | Vicente Madrid Martínez | PSPV-PSOE       |
| 1995-1999   | Vicente Madrid Martínez | PSPV-PSOE       |
| 1999-2003   | Vicente Madrid Martínez | PSPV-PSOE       |
| 2003-2007   | Vicente Madrid Martínez | PSPV-PSOE       |
| 2007-2011   | Vicente Madrid Martínez | PSPV-PSOE       |

### Sources
- (es) Cet article est partiellement ou en totalité issu de l’article de Wikipédia en espagnol intitulé « Domeño » (voir la liste des auteurs).